# Ginnastica ai Giochi della XXX Olimpiade - Concorso a squadre femminile
La finale a squadre di ginnastica artistica ai Giochi di Londra 2012 si è svolta nella North Greenwich Arena il 31 luglio 2012. Le migliori squadre che si sono classificate tra le prime otto posizioni durante le qualificazioni, hanno il diritto di partecipare alla gara.
In questa competizione vale il modulo 5-3-3: partecipano cinque ginnaste per nazione, tre salgono su un attrezzo e tutti e tre i risultati vengono scelti, al contrario della giornata di qualificazione, dove veniva utilizzato il modulo 5-4-3 (cinque ginnaste per nazione, quattro salgono su un attrezzo e i tre risultati migliori vengono scelti).

## Squadre Vincitrici
| Oro                                                                                     | Argento                                                                                     | Bronzo                                                                           |
| Stati Uniti Gabrielle Douglas McKayla Maroney Alexandra Raisman Kyla Ross Jordyn Wieber | Russia Ksenija Afanas'eva Anastasija Grišina Viktorija Komova Alija Mustafina Marija Paseka | Romania Diana Bulimar Diana Chelaru Larisa Iordache Sandra Izbașa Cătălina Ponor |

## Qualificazioni
| Pos. | Nazione     | Ginnaste                                                                                 | Punteggio |
| ---- | ----------- | ---------------------------------------------------------------------------------------- | --------- |
| 1    | Stati Uniti | Gabrielle Douglas, McKayla Maroney, Alexandra Raisman, Kyla Ross, Jordyn Wieber          | 181.863   |
| 2    | Russia      | Ksenija Afanas'eva, Anastasija Grišina, Viktorija Komova, Alija Mustafina, Marija Paseka | 180.429   |
| 3    | Cina        | Deng Linlin, He Kexin, Huang Qiushuang, Sui Lu, Yao Jinnan                               | 176.637   |
| 4    | Romania     | Diana Bulimar, Diana Chelaru Larisa Iordache, Sandra Izbașa, Cătălina Ponor              | 176.264   |
| 5    | Regno Unito | Imogen Cairns, Jennifer Pinches, Rebecca Tunney, Elizabeth Tweddle, Hannah Whelan        | 170.656   |
| 6    | Giappone    | Yu Minobe, Yuko Shintake, Rie Tanaka, Asuka Teramoto, Koko Tsurumi                       | 170.196   |
| 7    | Italia      | Giorgia Campana, Erika Fasana, Carlotta Ferlito, Vanessa Ferrari, Elisabetta Preziosa    | 168.397   |
| 8    | Canada      | Elsabeth Black, Victoria Moors, Dominique Pegg, Brittany Rogers, Kristina Vaculik        | 167.696   |

## Classifica
| Posizione | Squadra             | Volteggio | Parallele | Trave  | Corpo Libero | Totale  |
| --------- | ------------------- | --------- | --------- | ------ | ------------ | ------- |
| Oro       | Stati Uniti         | 48.132    | 44.799    | 45.299 | 45.366       | 183.596 |
| Oro       | Gabrielle Douglas   | 15.966    | 15.200    | 15.233 | 15.066       | 183.596 |
| Oro       | McKayla Maroney     | 16.233    | —         | —      | —            | 183.596 |
| Oro       | Alexandra Raisman   | —         | —         | 14.933 | 15.300       | 183.596 |
| Oro       | Kyla Ross           | —         | 14.933    | 15.133 | —            | 183.596 |
| Oro       | Jordyn Wieber       | 15.933    | 14.666    | —      | 15.000       | 183.596 |
| Argento   | Russia              | 46.366    | 46.166    | 44.399 | 41.599       | 178.530 |
| Argento   | Ksenija Afanas'eva  | —         | —         | 14.833 | 14.333       | 178.530 |
| Argento   | Anastasija Grišina  | —         | 14.700    | —      | 12.466       | 178.530 |
| Argento   | Viktorija Komova    | 15.833    | 15.766    | 15.033 | —            | 178.530 |
| Argento   | Alija Mustafina     | 15.233    | 15.700    | 14.533 | 14.800       | 178.530 |
| Argento   | Marija Paseka       | 15.300    | —         | —      | —            | 178.530 |
| Bronzo    | Romania             | 45.000    | 41.465    | 45.249 | 44.700       | 176.414 |
| Bronzo    | Diana Bulimar       | —         | 14.066    | 14.533 | 14.700       | 176.414 |
| Bronzo    | Diana Chelaru       | —         | 13.633    | —      | —            | 176.414 |
| Bronzo    | Larisa Iordache     | 14.800    | 13.766    | 15.300 | —            | 176.414 |
| Bronzo    | Sandra Izbașa       | 15.100    | —         | —      | 15.200       | 176.414 |
| Bronzo    | Cătălina Ponor      | 15.100    | —         | 15.416 | 14.800       | 176.414 |
| 4         | Cina                | 44.266    | 46.399    | 42.932 | 40.833       | 174.430 |
| 4         | Deng Linlin         | 14.900    | —         | 13.766 | 13.733       | 174.430 |
| 4         | He Kexin            | —         | 15.766    | —      | —            | 174.430 |
| 4         | Qiushuang Huang     | 15.033    | 15.100    | 13.800 | 12.500       | 174.430 |
| 4         | Lu Sui              | —         | —         | 15.366 | 14.600       | 174.430 |
| 4         | Jinnan Yao          | 14.333    | 15.533    | —      | —            | 174.430 |
| 5         | Canada              | 44.499    | 42.332    | 41.199 | 42.774       | 170.804 |
| 5         | Elisabeth Black     | 15.233    | —         | 14.266 | 14.208       | 170.804 |
| 5         | Victoria Moors      | —         | 13.700    | —      | 14.600       | 170.804 |
| 5         | Dominique Pegg      | 14.400    | —         | 13.500 | 13.966       | 170.804 |
| 5         | Brittany Rogers     | 14.866    | 14.466    | —      | —            | 170.804 |
| 5         | Kristina Vaculik    | —         | 14.166    | 13.433 | —            | 170.804 |
| 6         | Regno Unito         | 43.965    | 44.599    | 39.199 | 42.732       | 170.495 |
| 6         | Imogen Cairns       | 14.266    | —         | 13.500 | —            | 170.495 |
| 6         | Jennifer Pinches    | 14.833    | —         | 11.833 | 14.366       | 170.495 |
| 6         | Rebecca Tunney      | 14.866    | 14.766    | —      | —            | 170.495 |
| 6         | Elizabeth Tweddle   | —         | 15.833    | —      | 14.166       | 170.495 |
| 6         | Hannah Whelan       | —         | 14.000    | 13.866 | 14.200       | 170.495 |
| 7         | Italia              | 42.366    | 41.666    | 41.999 | 41.899       | 167.930 |
| 7         | Giorgia Campana     | —         | 13.900    | —      | —            | 167.930 |
| 7         | Erika Fasana        | 13.733    | 13.600    | —      | 14.233       | 167.930 |
| 7         | Carlotta Ferlito    | 14.300    | —         | 14.366 | 14.100       | 167.930 |
| 7         | Vanessa Ferrari     | 14.333    | 14.166    | 14.800 | 13.566       | 167.930 |
| 7         | Elisabetta Preziosa | —         | —         | 12.833 | —            | 167.930 |
| 8         | Giappone            | 42.882    | 42.999    | 40.599 | 40.166       | 166.646 |
| 8         | Yu Minobe           | —         | —         | 13.100 | —            | 166.646 |
| 8         | Yuko Shintake       | —         | —         | 13.266 | 13.433       | 166.646 |
| 8         | Rie Tanaka          | 14.416    | 14.333    | —      | 12.833       | 166.646 |
| 8         | Asuka Teramoto      | 14.700    | 14.200    | 14.233 | 13.900       | 166.646 |
| 8         | Koko Tsurumi        | 13.766    | 14.466    | —      | —            | 166.646 |